# Khiry Shelton
Khiry Lamar Shelton (Fort Carson, 26 giugno 1993) è un calciatore statunitense, attaccante dello Sporting K.C..

## Carriera

### Club
Inizia la sua carriera nella squadra collegiale dell'Università dell'Oregon, dove si mette subito in mostra grazie al suo talento. Nel 2012 inizia a militare nella USL Premier Development League, prima negli Austin Aztex e poi nel Lane United.
Il 15 gennaio 2015, viene acquistato dal New York City, disputante la prima stagione in Major League Soccer. Debutta nel massimo campionato statunitense nella prima partita della stagione contro l'Orlando City, sostituendo Mehdi Ballouchy al 62º minuto.

### Nazionale
Dopo essere stato esponente della selezione under-18 statunitense, nel 2016 riceve le sue prime convocazioni in nazionale maggiore nelle amichevoli contro Islanda e Canada, senza però scendere in campo.